# Sara Cronberg
Sara Cronberg (født 10. juli 1971 i Limhamn) er en svensk instruktør inden for hovedsagelig teater og opera. Hun er aktiv som kunstnerisk leder af Unga Malmö stadsteater på Malmö stadsteater. 
Sara Cronberg dimitterede fra Statens Teaterskole i København som sceneinstruktør i 1998. Hun har opført produktioner af teater og opera i begge Sverige og Danmark, på Stockholm stadsteater, Malmö Opera Uppsala stadsteater, Göteborg stadsteater, Angeredsteatern, Malmö stadsteater, Helsingborg stadsteater, Nørrebro teater i København, Gladsaxe teater, Odense teater og Aarhus teater. 
I 2013 arbejdede  hun inden for rammerne af  Film i Skånes produktionsprogram "Pure Fiction", med filmprojektet "Skytten", som hendes planlagte debut som spillefilmsinstruktør.

## Udmærkelser
- Svensk teaterkritikkers forenings pris for opsætningen En anden verden 2017.
- Scenekunstgallaen i Gøteborg: Årets formförnyare: En anden verden. 2017

- Thaliaprisen: Oskar Liljes försvinnande Malmø stadsteater 2019.
- Thaliaprisem: Titanic, Teaterhøjskolen i Malmø 2016

### Instruktion
| År   | Produktion                                                                  | Forfatter                                                                             | Teater                   |
| ---- | --------------------------------------------------------------------------- | ------------------------------------------------------------------------------------- | ------------------------ |
| 1998 | Closer                                                                      | Patrick Marber                                                                        | Odense teater            |
| 1999 | Anatols kabinet                                                             | Jokum Rhode                                                                           | Teater Får 302           |
|      | Regimentets datter Vel fille du régiment                                    | Gaetano Donizetti, Jules Henri Vernoy de Saint-Georges og Jean-François Alfred Bayard | Malmø Opera              |
| 2001 | Den lille Prins                                                             | Antoine de Saint-Exupérys                                                             | Teateret Zeppelin        |
| 2002 | Gifta venner Dinner with Friends                                            | Donald Margulies Oversættelse Anders Albien                                           | Stockholms stadsteater   |
| 2003 | Boblerne i bækken Boblerne i bækken                                         | Nikoline Werdelin                                                                     | Malmø stadsteater        |
| 2003 | Krazy Jerrys mobila disco Crazy Gary's Mobile Disco                         | Gary Owen Oversættelse Patrik Arve                                                    | Stockholms stadsteater   |
| 2004 | Slättskymning                                                               | Lindring Langseth                                                                     | Uppsala stadsteater      |
| 2005 | Hedda Hedda Gabler                                                          | Henrik Ibsen                                                                          | Malmø stadsteater        |
| 2006 | Medea Μήδεια, Mēdeia                                                        | Euripides Oversættelse Nils Gredeby                                                   | Stockholms stadsteater   |
| 2006 | Konen fra havet Fruen fra havet                                             | Henrik Ibsen Oversættelse Maria Claus                                                 | Stockholms stadsteater   |
| 2006 | Pietà                                                                       | Astrid Saalbach Oversættelse Staffan Julén                                            | Stockholms stadsteater   |
| 2007 | Forbrydelse og straffe Преступление и наказание, Prestupleniye i nakazaniye | Fjodor Dostojevskij                                                                   | Malmø stadsteater        |
| 2009 | Heks jagten The Crucible                                                    | Arthur Miller                                                                         | Malmø stadsteater        |
| 2010 | Håndværkerne Håndværkerne                                                   | Line Knude zone                                                                       | Gøteborgs stadsteater    |
| 2010 | Pinocchio                                                                   | Carlo Collodi                                                                         | Aarhus Teater            |
| 2011 | Gengångaren Gengangere                                                      | Henrik Ibsen                                                                          | Uppsala stadsteater      |
| 2011 | Rejsen til Melonia                                                          | Per Åhlin                                                                             | Helsingborgs stadsteater |
| 2012 | Den elektriska pigen                                                        | Erik Norberg                                                                          | Malmø stadsteater        |
|      | Firer dage i april                                                          | Magnus Alkarp                                                                         | Uppsala stadsteater      |
| 2013 | Min ven fascisten                                                           | Erik Gedeon og Claes Abrahamsson                                                      | Uppsala stadsteater      |
| 2014 | Stjernen og udyret                                                          | Dennis Magnusson                                                                      | Uppsala stadsteater      |
|      | Det blæser på månen                                                         | Eric Linklater                                                                        | Helsingborgs stadsteater |
| 2015 | 9.3 på Richterskalan                                                        | Andreas Norman / Anna Kølen                                                           | Malmø stadsteater        |
| 2016 | Melodien, der blev væk                                                      | Kjeld Abell                                                                           | Nørrebro Teater          |
| 2016 | Karl-Bertil Jonssons juleaften                                              | Tage Danielsson Dramatisering Sofia Fredén                                            | Malmø stadsteater        |
|      | Robinsons rejse                                                             | Sara Cronberg                                                                         | Helsingborgs stadsteater |
|      | Titanic                                                                     | Sara Cronberg                                                                         | Teater højskolen Malmø   |
| 2017 | En anden verden                                                             | Sara Cronberg                                                                         | Malmø stadsteater        |
| 2019 | Oscar Liljes försvinnande                                                   | Sara Bergmark Elfgren                                                                 | Malmø stads teater       |
|      | Orlando                                                                     | Virginia Wolf                                                                         | Malmø stadsteater        |
| 2020 | Øje vidner                                                                  | Sara Cronberg / Emme Bexell / Lea Gleitman / Stefan Sablocki                          | Malmø stadsteater        |